# Seemannskrankenhaus Klaipėda

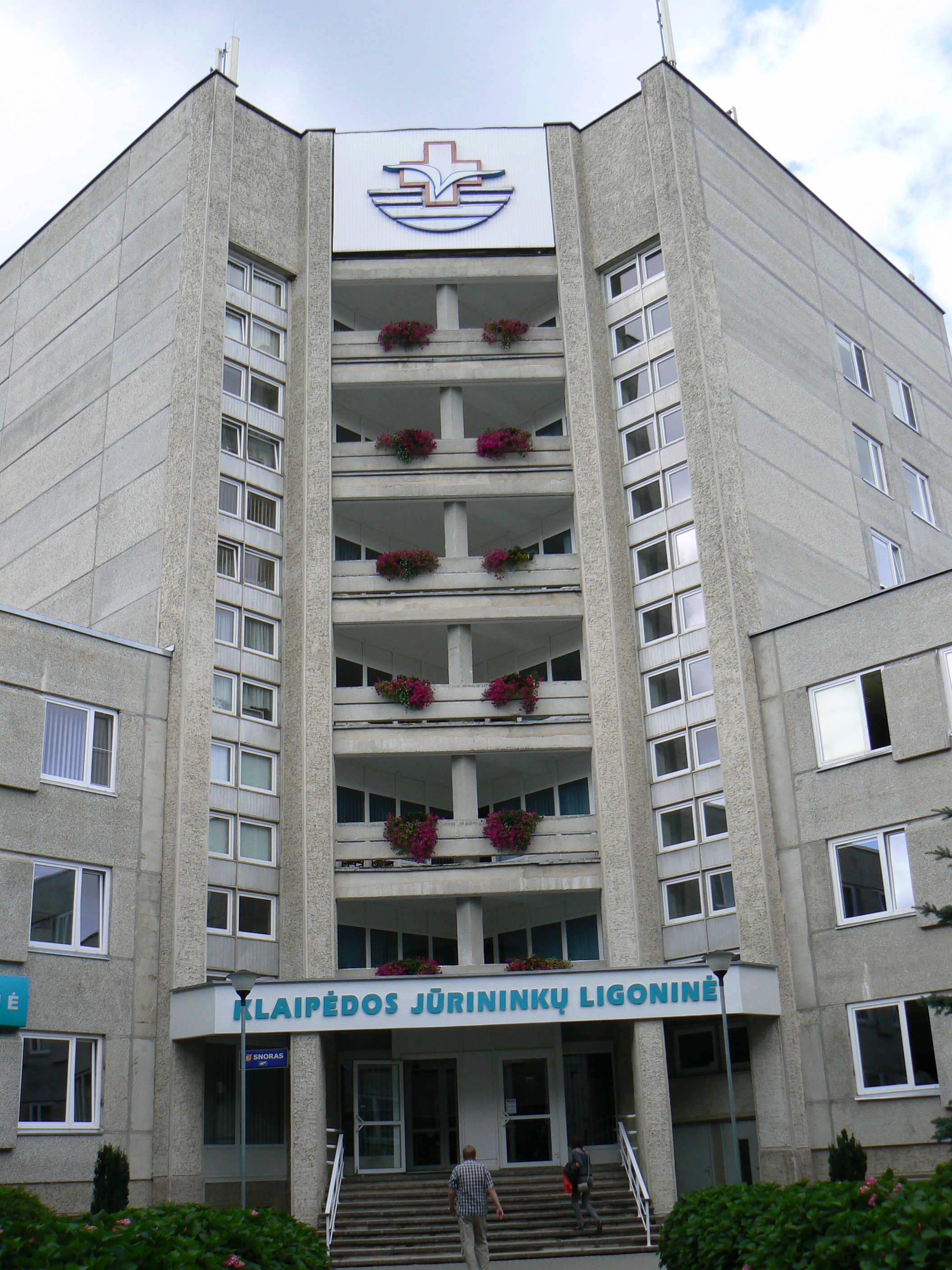
Eingang des Seemannskrankenhauses

Das Seemannskrankenhaus Klaipėda (lit. VšĮ Klaipėdos jūrininkų ligoninė) ist ein Krankenhaus in Klaipėda, der drittgrößten Stadt Litauens.  Nach Rechtsform ist es Viešoji įstaiga, 'öffentliche Anstalt'. Es hat 1.293 Mitarbeiter.

## Geschichte
1948 eröffnete  Handelshafenkrankenhaus mit 50 Betten und Poliklinik (Prekybos uosto ligoninė ir poliklinika). Diese medizinische Einrichtung bot stationäre und ambulante Unterstützung für Arbeiter im Hafen Klaipėda. Das Krankenhaus leitete Chefarzt Julius Simonavičius.  1956 eröffnete Stationar für Fischindustrie-Beschäftigten (mit 50 Betten). Zum Chefarzt ernannte man Simanas Daukantas,  1969 Jonas Galdikas und  1976 Viktoras Grigalauskas. Nach der Gründung des Krankenhauses der Werft „Baltija“ wurden 1962 die drei medizinischen Einrichtungen zum  Fischer- und Seetransportmitarbeiter-Krankenhaus (150 Betten) verschmolzen.

## Leitung
- Jonas Sąlyga